# Ceriagrion bakeri
Ceriagrion bakeri – gatunek ważki z rodziny łątkowatych (Coenagrionidae).